# Asplenium indusiatum
Asplenium indusiatum är en svartbräkenväxtart som beskrevs av Edwin Bingham Copeland. Asplenium indusiatum ingår i släktet Asplenium och familjen Aspleniaceae. Inga underarter finns listade.